# Musikjahr 1822
Liste der Musikjahre

◄◄ | ◄ | 1818 | 1819 | 1820 | 1821 | Musikjahr 1822 | 1823 | 1824 | 1825 | 1826 | ► | ►►

Weitere Ereignisse
Dieser Artikel behandelt das Musikjahr 1822.

## Ereignisse
- Gründung der Royal Academy of Music in London.

## Instrumental und Vokalmusik (Auswahl)

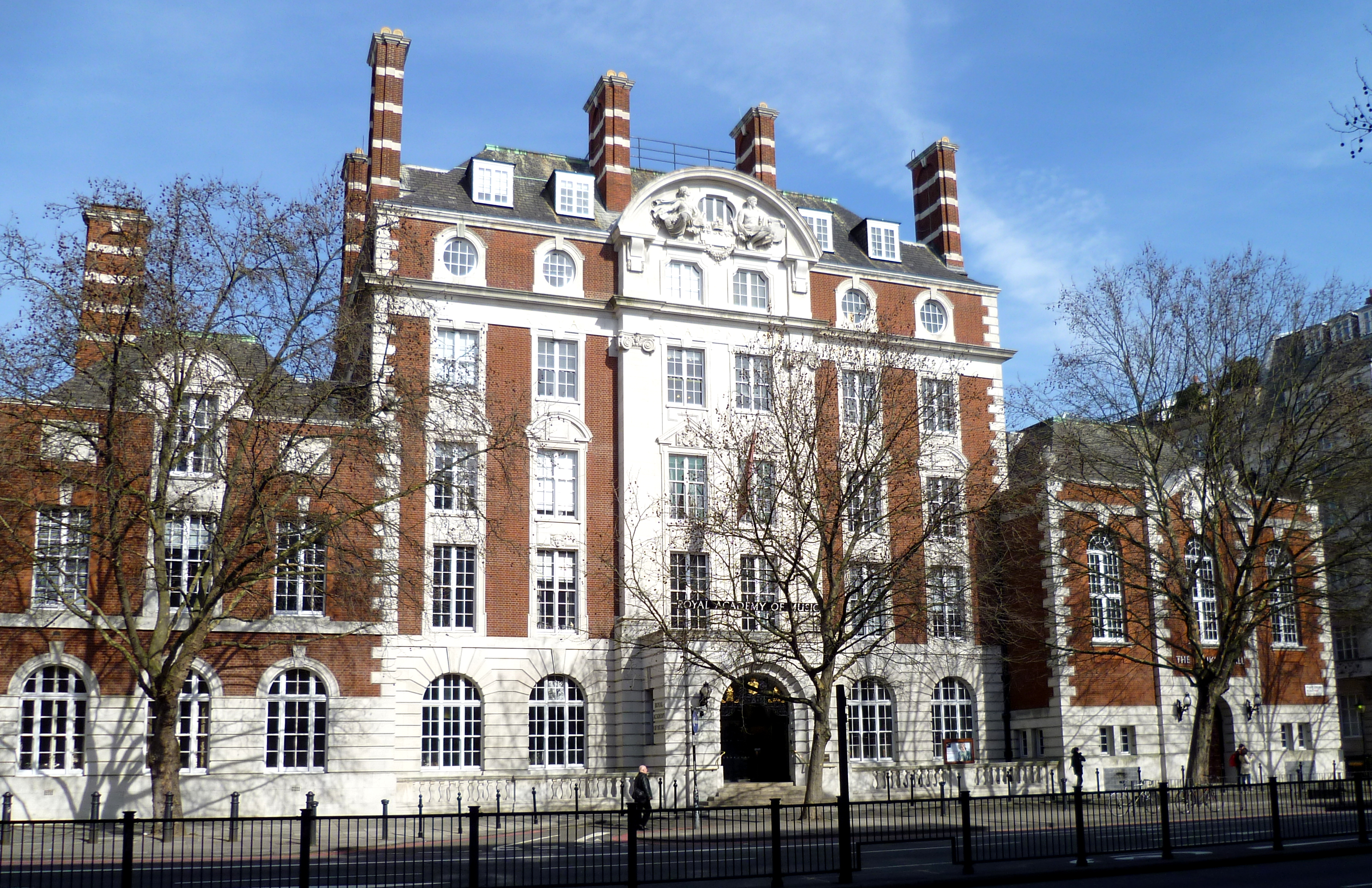
Das Gebäude der Royal Academy of Music.

- Ludwig van Beethoven:  Klaviersonate Nr. 31 As-Dur, op. 110 fertiggestellt 1821, veröffentlicht 1822;  Klaviersonate Nr. 32 in c-Moll, op. 111 (Beethovens letzte Klaviersonate); Die Weihe des Hauses (Ouvertüre)
- Johann Nepomuk Hummel: Klavier Trio in E-Dur, op. 96
- Johann Simon Mayr: Piccola cantata (Kantate für drei Singstimmen, Chor und Orchester); Innalzamento al trono del giovane re Gioas (Kantate für Sopran, Tenor, Bass und Orchester)
- Felix Mendelssohn Bartholdy: Konzert a-Moll für Klavier und Streichorchester, MWV O 2; Konzert d-Moll für Violine und Streichorchester, MWV O 3; Streichersinfonie Nr. 8 D-Dur MWV N 8 und Bearbeitung für Sinfonieorchester
- Ferdinand Ries: Sinfonie Nr. 6 D-Dur op. 146; Sinfonie Es-Dur WoO 30
- Gioachino Rossini: La Santa Alleanza (Kantate); Il vero omaggio (Kantate)
- Franz Schubert:  Sinfonie in h-Moll (Die Unvollendete); Wanderer-Fantasie
- Carl Maria von Weber: Klaviersonate Nr. 4 e-Moll op. 70

## Musiktheater

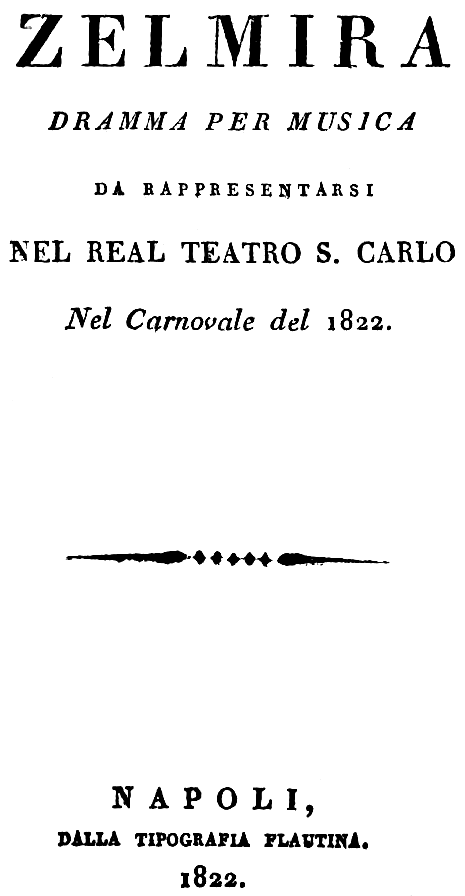
Gioachino Rossini – Zelmira – Titelseite des Librettos, Neapel 1822

- 28. Januar: Uraufführung der Oper Zoraida di Granata von Gaetano Donizetti in Rom
- 16. Februar: Uraufführung der Oper Zelmira von Gioachino Rossini in Neapel
- 21. Februar: Die Uraufführung der komischen Oper Le Petit souper von Victor Dourlen findet an der Opéra-Comique in Paris statt.
- 10. März: Uraufführung der geistlichen Oper Atalia von Johann Simon Mayr in Neapel.
- 12. Mai: Uraufführung der Oper La zingara von Gaetano Donizetti in Neapel
- 27. Mai: Uraufführung der Oper Nurmahal, oder das Rosenfest von Caschmir von Gaspare Spontini in Berlin.
- 29. Juni: Uraufführung der Oper La lettera anonima von Gaetano Donizetti in Neapel
- 22. August: Uraufführung der Oper Le solitaire von Michele Carafa in der Opéra-Comique, Paris
- 26. Oktober: Uraufführung der Oper Chiara e Serafina, ossia I pirati von Gaetano Donizetti in Mailand (Scala)
- 04. Dezember: Uraufführung der Oper Libussa, von Conradin Kreutzer im Kärntnertortheater Wien
- 26. Dezember: Uraufführung der Oper Eufemio di Messina von Michele Carafa in Rom

Weitere Werke
- Giacomo Meyerbeer: L’esule di Granata (Oper) Uraufführung in der Scala in Mailand
- Franz Schubert: Alfonso und Estrella (Oper, fertiggestellt 1822, uraufgeführt 1854)
- Saverio Mercadante: Il posto abbandonato, ossia Adele ed Emerico (Oper); Amleto (Oper); Alfonso ed Elisa (Oper)
- Johann Simon Mayr: San Luigi Gonzaga (Oratorium in italienischer Sprache)
- Louis Emmanuel Jadin: Fanfan et Colas ou Les Frères de lait (Oper in einem Akt).

## Geboren

### Geburtsdatum gesichert
- 08. Januar: Alfredo Piatti, italienischer Cellovirtuose und Komponist († 1901)
- 14. Januar: Joseph Nesvadba, böhmischer Komponist und Dirigent († 1876)
- 26. Februar: Franz Joseph Strauss, deutscher Hornist und Komponist († 1905)
- 08. März: John Böie, deutscher Geiger, Komponist und Dirigent († 1900)
- 10. März: Carl Ernst Becker, sorbisch-deutscher Lehrer, Autor, Übersetzer und Komponist († 1902)

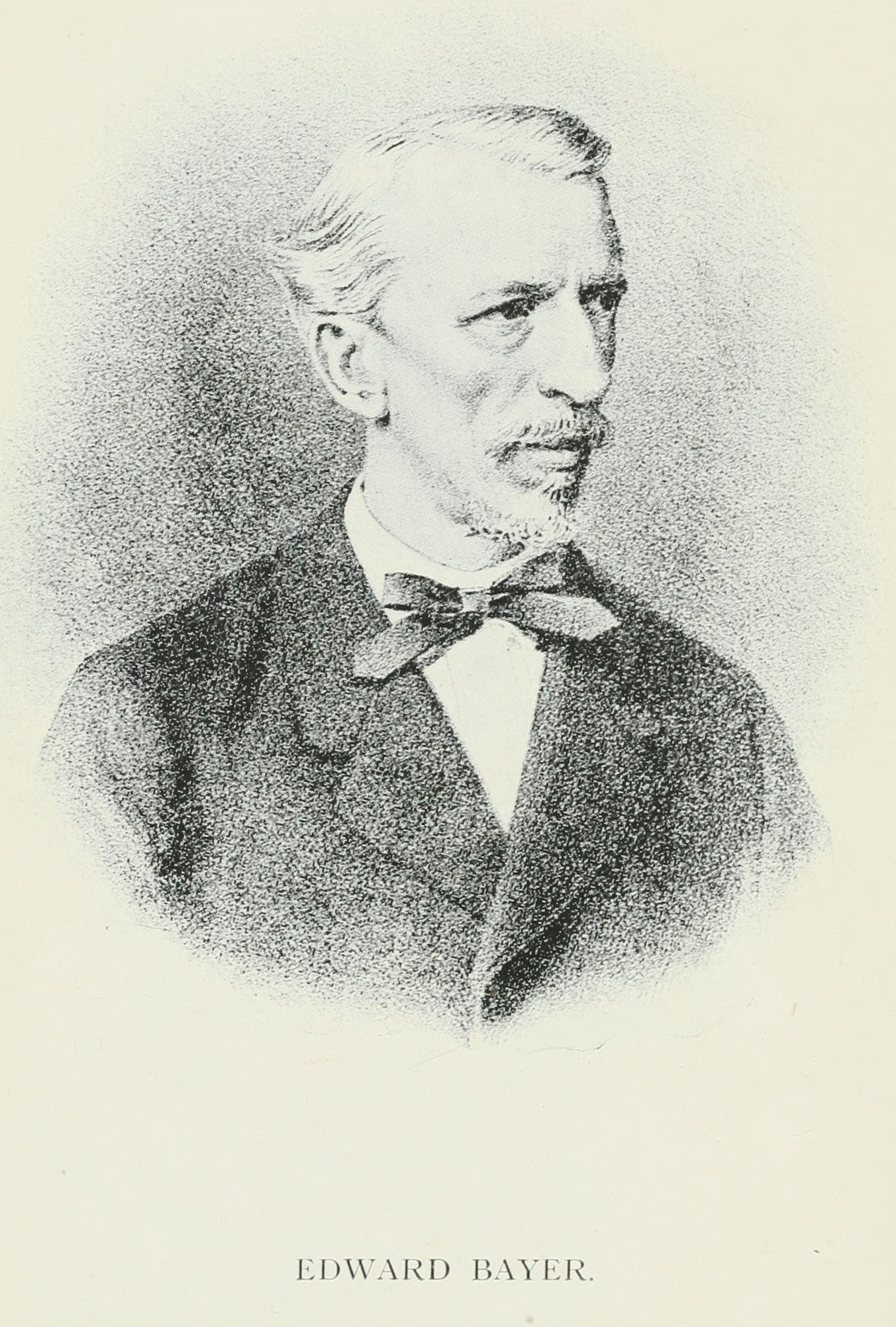
Eduard Bayer; * 20. März

- 20. März: Eduard Bayer, deutscher Gitarrist, Mandolinist, Zitherspieler und Komponist († 1908)
- 09. April: George Washborne Morgan, US-amerikanischer Organist und Komponist († 1892)
- 19. Mai: Henry Jones, britischer Orgelbauer († 1900)
- 20. Mai: Aristide Hignard, französischer Komponist († 1898)
- 23. Mai: Richard Grant White, US-amerikanischer Literatur-, Musik- und Gesellschaftskritiker sowie Herausgeber († 1885)
- 27. Mai: Joachim Raff, Schweizer Komponist († 1882)
- 22. Juli: Luigi Arditi, italienischer Musiker und Komponist († 1903)
- 05. August: Johann Georg Herzog, deutscher Organist, Komponist und Hochschullehrer († 1909)
- 15. August: Wilhelm Rust, deutscher Komponist und Musikwissenschaftler († 1892)
- 16. August: Sidonie Turba, österreichische Opernsängerin (Sopran) und Schauspielerin († 1902)
- 29. August: Edmond Tiersot, französischer Arzt, Politiker und Freizeitmusiker († 1883)
- 09. September: Gustav Häcker, deutscher Jurist und Liedtexter († 1896)
- 01. Oktober: Adalbert Blecha, Prager Violinist und Musikpädagoge († 1870)
- 14. Oktober: Julie Berwald, schwedische Opernsängerin († 1877)
- 18. Oktober: Ernst Friedrich Gruhl, deutscher Kupferschmied und Glockengießer († 1864)
- 10. November: Bernhard Brähmig, deutscher Komponist, Musiker und Organist († 1872)
- 03. Dezember: Korla Awgust Kocor, sorbischer Komponist († 1904)
- 04. Dezember: Carl Heinrich Hübler, deutscher Hornist und Komponist († 1893)
- 06. Dezember: Wigand Oppel, deutscher Organist und Musikpädagoge († 1886)
- 10. Dezember: César Franck, französischer Komponist († 1890)
- 12. Dezember: Sophie Schloss, deutsche Sängerin († 1903)
- 21. Dezember: Eduard Kuhlo, deutscher evangelischer Pfarrer und Mitbegründer der evangelischen Posaunenchorbewegung († 1891)
- 22. Dezember: Charles Lebouc, französischer Cellist († 1893)

### Genaues Geburtsdatum unbekannt
- Giovanni Corsi, italienischer Opernsänger († 1890)
- Carl Hardt, deutscher Klavierfabrikant († 1899)
- Karl Schneider, deutscher Sänger und Gesangspädagoge († 1882)

## Gestorben

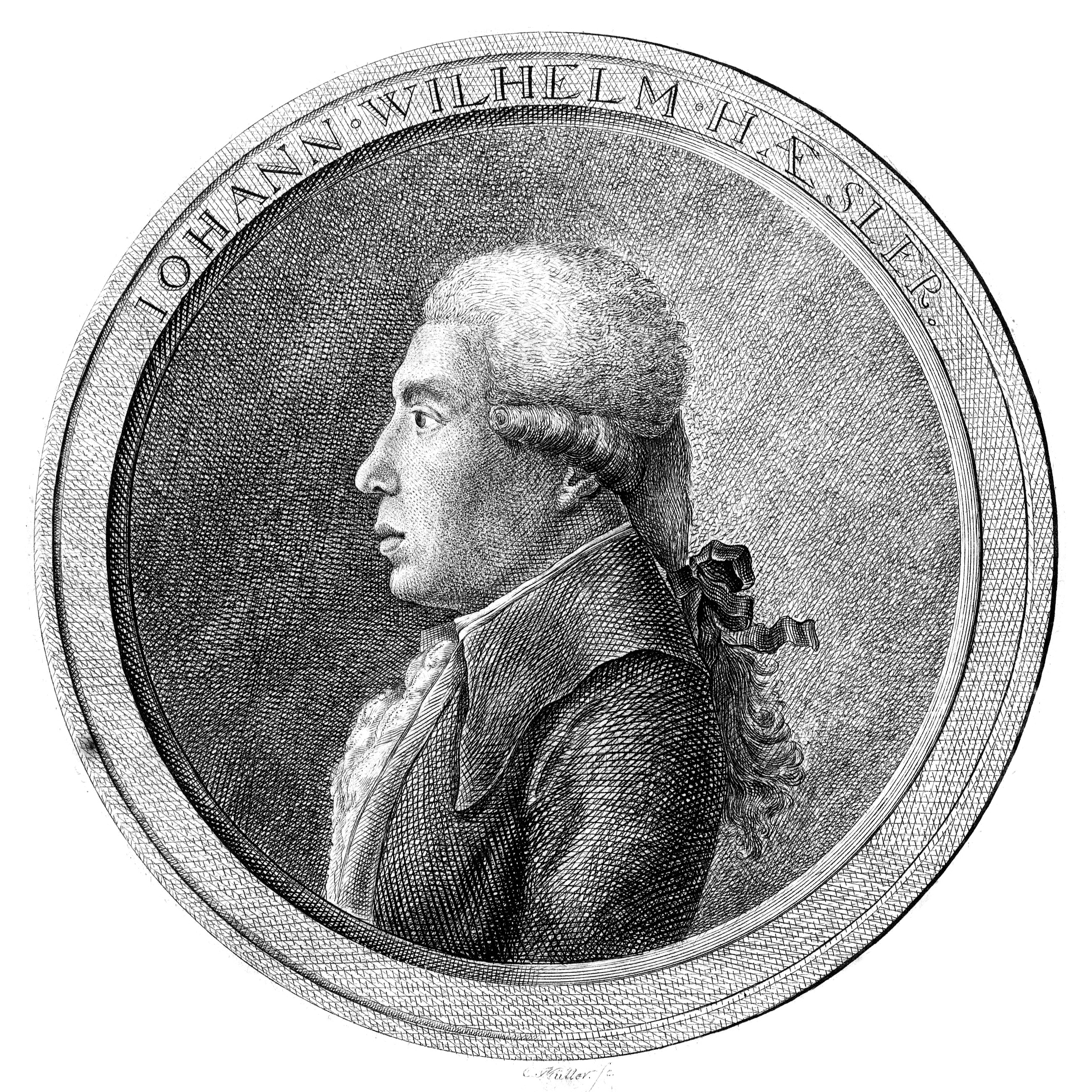
Johann Wilhelm Häßler; † 29. März

- 16. Februar: Andreas Ubhauser, deutscher Orgelbauer (* 1765)
- 02. März: Hermann Uber, deutscher Komponist und Kreuzkantor (* 1781)
- 07. März: Carlo Canobbio, italienischer Komponist und Geiger (* 1741)
- 29. März: Johann Wilhelm Häßler, deutscher Komponist und Organist (* 1747)
- 07. Mai: Johann Emanuel Samuel Uhlig, Strumpfwirker und Organist (* 1749)
- 25. Juni: Ernst Theodor Amadeus Hoffmann, deutscher Komponist, Kapellmeister, Musikkritiker, Schriftsteller (* 1776)
- 19. Juli: Johann Gottlob Werner, deutscher Musikdirektor, Organist, Kantor und Komponist (* 1777)
- 25. August: Wilhelm Herschel, deutscher Astronom, Musiker und Komponist (* 1738)
- 08. September: Josef Karel Ambrož, böhmischer Tenor und Komponist (* 1759)
- 25. Oktober: Antal Csermák, ungarischer Komponist (* 1774)
- 18. November: George K. Jackson, US-amerikanischer Komponist (* 1745)